# Dan Pița
Dan Pița (Dorohoi, 11 ottobre 1938) è un regista e sceneggiatore rumeno.

## Biografia
Vinse il Leone d'Argento - Premio speciale per la regia alla 49ª Mostra internazionale d'arte cinematografica di Venezia con Hotel di lusso (Hotel de lux). Il suo film Nunta de piatră, in italiano Nozze di pietra, venne girato in co-regia con Mircea Veroiu.

## Filmografia
- L'acqua come un nero bufalo (1971)
- Le nozze di pietra – co-regia con Mircea Veroiu (1972)
- Lo spirito dell'oro (1974)
- Filip dal grande cuore (1975)
- Tanase scatiu (1976)
- Il profeta, l'oro e i transilvani (1977)
- Le memorie di un antico scrigno (1979)
- Concurs (1982)
- Giustizia in catene (1983)
- La sabbia, la spiaggia (1983)
- Passo in due (1985)
- Novembre, l'ultimo ballo (1987)
- Il bianco abito di pizzo (1988)
- Hotel di lusso (1992)
- Pepe e Fifi (1994)
- Kira Kiralina (2014)